# Nowa Paprocka Kolonia
Nowa Paprocka Kolonia – kolonia w Polsce, w województwie wielkopolskim, w powiecie konińskim, w gminie Krzymów.
Do 31 grudnia 2023 miejscowość była częścią kolonii Nowe Paprockie Holendry.